# Demetrio II di Alessandria
Papa Demetrio II (Governatorato di Minya, ... – Chedivato d'Egitto, 8 gennaio 1870) è stato un vescovo cristiano orientale egiziano, 111º papa della Chiesa ortodossa copta e patriarca di Alessandria tra il 1861 e il 1870.
Nacque nel villaggio di Galda, nel governatorato di El-Minya, in Egitto. Divenne monaco nel monastero di San Macario il Grande. Quando l'abate del monastero trapassò, fu scelto per diventare il nuovo abate. Si fece notare per la sua buona gestione del monastero. Per le sue buone virtù fu ordinato papa per succedere a Cirillo IV.
Completò la costruzione della cattedrale di San Marco, costruì molti edifici nel patriarcato e nel suo monastero nell'area di Atrees. Il 17 novembre 1869, partecipò alle celebrazioni per l'apertura del Canale di Suez e incontrò molti re. Era molto rispettato dal sultano ottomano Abdülâziz. Quando gli si presentò davanti per salutarlo, il papa baciò il sultano sul petto. Il sultano ne fu turbato e le guardie chiesero al papa perché lo avesse fatto. Il Papa disse: "Il libro di Dio dice: 'Il cuore del re nella mano del Signore' (Proverbi 21: 1), quando ho baciato il suo cuore, ho baciato la mano di Dio". Il Sultano fu contento della sua risposta e gli diede molte terre agricole per aiutare i poveri e le scuole. Il Papa viaggiò su un'imbarcazione governativa per visitare le chiese dell'Alto Egitto.
Papa Demetrio infine morì l'8 gennaio 1870 dopo un papato di 8 anni, 6 mesi e 24 giorni.